# Căminul 303
Căminul 303 (Grajdurile regale) este amplasat pe Șoseaua Cotroceni și a fost construit între anii 1937-1940. Construcția care până în 1950 a găzduit grajurile regale, a fost construită după planurile Niculaie Nenciulescu, Alexandru Iosif și Gheorghe Lungu. În prezent construcția aparține de Universitatea Națională de Educație Fizică și Sport (UNEFS).